# Tyrese Maxey
Tyrese Maxey (Dallas, Texas, 4 de novembre del 2000) és un jugador de bàsquet estatunidenc que membre de l'equip de l'NBA, Philadelphia 76ers. Fa 1,88 metres d'alçada i juga en la posició de base o escorta.

## Trajectòria esportiva

### Universitat
Després de participar en la seva etapa d'institut als prestigiosos McDonald's All-American Game, Jordan Brand Classic i Nike Hoop Summit, va jugar una temporada amb els Wildcats de la Universitat de Kentucky. Aquell curs va fer una mitjana de 14,0 punts, 4,3 rebots i 3,2 assistències per partit. Al final de la temporada, va ser inclòs en el segon millor quintet de la Southeastern Conference i en el millor equip de rookies.
L'abril de 2020 es va declarar elegible per al Draft de la NBA, renunciant als tres anys d'universitat que li quedaven.

#### Estadístiques
| Any     | Equip    | PJ | PT | MPP  | %TC  | %3P  | %TL  | RPP | APP | ROB | TPP | PPP  |
| ------- | -------- | -- | -- | ---- | ---- | ---- | ---- | --- | --- | --- | --- | ---- |
| 2019–20 | Kentucky | 31 | 28 | 34.5 | .427 | .292 | .833 | 4.3 | 3.2 | .9  | .4  | 14.0 |

### Professional
Va ser triat en la vint-i-unena posició del Draft de la NBA de 2020 pels Philadelphia 76ers. Va debutar a l'NBA en el primer partit de la temporada, el 23 de desembre de 2020 davant Washington Wizards anotant 6 punts. En el seu primer partit com a titular, el 9 de gener de 2021 davant Denver Nuggets, anota 39 punts. Sent l'anotació més alta per a un novell en el seu primer partit com a titular des de 1970, a més de ser la més alta per a un novell dels 76ers des dels 40 punts d'Allen Iverson el 1997.
Durant el seu segon any a Philadelphia, l'11 de novembre de 2021 davant Toronto Raptors anota 33 punts. El 31 de gener de 2022, davant Memphis Grizzlies va anotar també 33 punts. El 4 de març altres 33 davant Cleveland Cavaliers. El 21 de març, va anotar 28 punts i va guiar la victòria de l'equip davant Miami Heat. Ja durant la postemporada, el 16 d'abril en el primer partit de primera ronda davant els Toronto Raptors, anota 38 punts.
Durant la temporada 2021-2022 es consolida com a peça clau dels 76ers i es fa un lloc al cinc inicial. En el primer partit de la primera ronda de play-off anota 38 punts en la victòria del seu equip contra els Toronto Raptors. Es tracta de la seva major anotació en play-off fins al moment.

## Estadístiques de la seva carrera en l'NBA

### Temporada regular
| Any     | Equip        | PJ | PT | MPP  | %TC  | %3P  | %TL  | RPP | APP | ROB | TPP | PPP |
| ------- | ------------ | -- | -- | ---- | ---- | ---- | ---- | --- | --- | --- | --- | --- |
| 2020-21 | Philadelphia | 61 | 8  | 15.3 | .462 | .301 | .871 | 1.7 | 2.0 | .4  | .2  | 8.0 |
| Total   | Total        | 61 | 8  | 15.3 | .462 | .301 | .871 | 1.7 | 2.0 | .4  | .2  | 8.0 |

### Playoffs
| Any   | Equip        | PJ | PT | MPP  | %TC  | %3P  | %TL  | RPP | APP | ROB | TPP | PPP |
| ----- | ------------ | -- | -- | ---- | ---- | ---- | ---- | --- | --- | --- | --- | --- |
| 2021  | Philadelphia | 12 | 0  | 13.0 | .439 | .333 | .636 | 1.8 | 1.3 | .3  | .5  | 6.3 |
| Total | Total        | 12 | 0  | 13.0 | .439 | .333 | .636 | 1.8 | 1.3 | .3  | .5  | 6.3 |